# نگرولمود

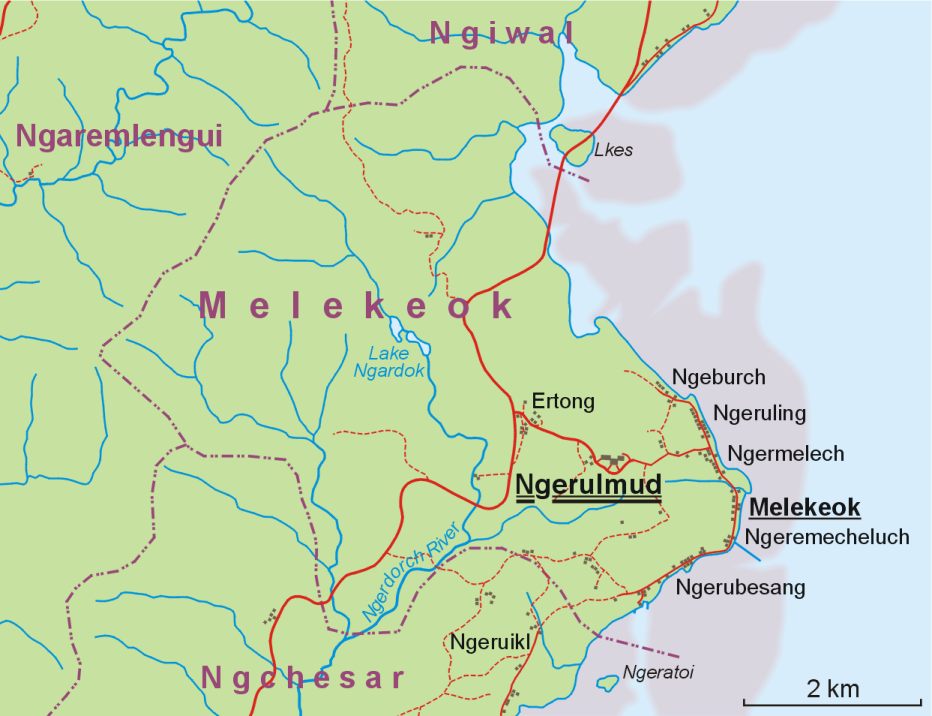
نقشه ایالت ملکئوک، پالائو

نگرولمود (به انگلیسی: Ngerulmud) جزیره‌ای در اقیانوس آرام و پایتخت جمهوری پالائو است. این جزیره در سال ۲۰۰۶ به عنوان پایتخت جایگزین کورور، بزرگ‌ترین شهر پالائو شد. نگرولمود بخشی از ایالات ملک ملکئوک در جزیره بابلدواب، بزرگ‌ترین جزیره این کشور است و در فاصله ۲۰ کیلومتری کورور قرار دارد.